# Potez 36
Il Potez 36 fu un aereo da turismo monomotore monoplano ad ala alta a parasole sviluppato dall'azienda aeronautica francese Avions Henry Potez nella seconda metà degli anni venti del XX secolo e prodotto in grande serie.

## Storia del progetto
Verso la fine degli anni venti del XX secolo l'azienda aeronautica Avions Henry Potez sviluppò un modello di velivolo destinato a dare l'avvio all'aviazione turistica in Francia. L'idea di base era quella di creare un aereo biposto con "conduite intérieur" che consentiva a tutti di salire a bordo dell'aereo in abiti civili, evitando di usare il casco e gli occhiali necessari allora per volare su un aereo con cabina "torpedo". L'adozione di un'ala alta e di una cabina di pilotaggio vetrata consentivano al pilota e al passeggero di usufruire di un'ampia visuale verso il basso. Il prototipo del nuovo aereo, designato Potez 36 n°01, andò in volo per la prima volta nelle mani del capo pilota collaudatore René Labouchère il 27 settembre 1928.
Questo volo dovette essere interrotto d'urgenza dopo cinque minuti a causa della fusione di due teste di cilindri del motore in linea Renault 4Pa da 80 hp.
Riequipaggiato con un motore radiale Salmson 5Ac fu ancora René Labouchère a portare nuovamente in volo il prototipo il 6 febbraio 1929.

## Descrizione tecnica
Il Potez 36 era un monoplano ad ala alta a parasole, monomotore, biposto. Le ali erano ripiegabili (apertura ridotta a 4,00 m) al fine di rendere più facile lo stoccaggio del velivolo o per facilitarne il rimorchio da parte di un veicolo. Dei becchi fissi nel bordo di attacco alare, detti “becchi di sicurezza”, miglioravano la portanza ai grandi angoli di attacco e alle basse velocità. La fusoliera era costruita in legno (spruce). Il carrello di atterraggio era triciclo posteriore fisso, con pattino o ruotino di coda.
La cabina di pilotaggio chiusa, ospitava due persone, pilota e passeggero, posizionate su sedili affiancati. Stabile e di facile pilotaggio era utilizzato da molti aeroclub.

## Impiego operativo
Complessivamente 235 Potez 36 vennero iscritti nel registro aeronautico civile francese. Otto Potez 36 parteciparono alla Coupe Dunlop Tour de France del 1931, e in ventiquattro, compreso l'F-ALFU di Jean Liétard, presero parte al secondo giro di Francia per aerei da turismo nel 1932.
Il modello fu molto utilizzato in raid turistici: Africa del Nord-Egitto nel marzo-aprile 1930, Francia-Madagascar nel novembre 1930-aprile 1931, Parigi-Siria e ritorno nell'aprile-giugno 1932.
Dopo lo scoppio della seconda guerra mondiale, nel settembre 1939, tutti gli esemplari esistenti vennero requisiti dall'Armée de l'air e incorporati nelle unità da trasporto, addestramento al volo e collegamento. Più di una dozzina di Potez 36 sopravvissero alla guerra e ripresero servizio nella seconda metà degli anni quaranta.
L'F-ALQT, che faceva parte della flotta dell'aeroclub della Normandia nel 1938 e sopravvisse alla seconda guerra mondiale, sarà il primo velivolo restaurato dalle Ailes Anciennes Le Bourget ad essere esposto al Museo dell'Aria e dello Spazio di Le Bourget dal maggio 1976; attualmente è conservato nelle riserve museali.

## Versioni
Potez 36
un prototipo dotato di motore in linea Renault 4Pa, poi riequipaggiato con un radiale Salmson 5Ac da 60 hp (45 kW).
Potez 36/1
versione di preserie con motore Renault 4Pa da 70 hp (52 kW); due costruiti.
Potez 36/3
un prototipo e sei velivoli di produzione senza becchi del bordo d'attacco, alimentati da un motore radiale Salmson 5Ac da 60 hp (45 kW).
Potez 36/5
cinque velivoli di produzione senza becchi del bordo d'attacco e dotati di motore radiale Salmson 7Ac da 95 hp (71 kW).
Potez 36/13
produzione in grande serie del modello precedente, dotata di elica bipala Ratier e di becchi nel bordo di attacco, 96 esemplari costruiti.
Potez 36/14
versione con motore Renault 4Pb da 95 hp (71 kW), freni sulle ruote e becchi nel bordo di attacco, 103 esemplari costruiti.
Potez 36/15
versione con motore Potez 6Ab da 100 hp (75 kW), 18 esemplari costruiti.
Potez 36/17
versione con motore Cirrus Hermes IIB da 104 hp (78 kW), 2 esemplari costruiti.
Potez 36/19
versione con motore Renault 4Pci da 100 hp (75 kW), 2 esemplari costruiti.
Potez 36/21
versione con motore Potez 6Ac da 100 hp (75 kW) e pneumatici a bassa pressione, 29 esemplari costruiti dal novembre 1932.

## Utilizzatori
Francia
- Armée de l'air

## Esemplari attualmente esistenti
Un Potez 36/13 (n°2620) immatricolato F-ALQT, e conservato presso il Musée de l'air et de l'espace di Le Bourget. Un Potez 36/14 (n°3207), inizialmente immatricolato F-AMEM e poi F-PHZN nel 1957, è stato rimesso in condizioni di volo da Philippe Cassaigne a Royan. La sua autorizzazione provvisoria al volo e scaduta nel 1992, e l'aereo è stato esposto sotto la volta della stazione ferroviaria di Albert (Somme), vicino a Méaulte dove una volta si trovavano gli stabilimenti della Potez.